# José Giovanni
José Giovanni, de nom Joseph Damiani, (París, 22 de juny de 1923 – Lausana, 24 d'abril de 2004) va ser un escriptor, guionista, dialoguista i director de cinema francès.
Antic col·laboracionista i condemnat a mort, va pouar sovint la seva inspiració en les seves experiències personals o de personatges reals - com Abel Danos (anomenat «El Mamut») i Raymond Naudy (anomenat « El Toulousain ») per compondre les seves intrigues policíaques sense revelar mai la seva relació amb el seu passat vinculat a la col·laboració. Única excepció tardana: Mon ami le traître el 1988. Tant en les seves pel·lícules com en les seves novel·les, es converteix en el poeta de la màfia i la seva mitologia: amistats virils i codi de l'honor, fidelitat i traïció, vendetta i venjança, confrontació de l'individu amb la naturalesa.
Tota l'obra de José Giovanni és una reconstrucció fictícia del seu passat, «el passat que no es pot oblidar» com diu ell mateix, « perquè torna sempre, en un moment o un altre».

## Biografia

### Joventut
D'origen cors, Joseph Damiani va tenir una infantesa daurada i preservada de la necessitat. Els seus pares, Barthélemy Damiani i Emilie Santolini, tenien dos grans hotels a París, l'Élysée Star i el Normandy, un dels quals amagava una timba clandestina (Barthélemy es va exposar a diverses condemnes, una de les quals amb un any de presó per a «estafa i possessió de casa de jocs» el 19 de desembre de 1932 pel Tribunal d'Apel·lació de París). Mentre el seu pare era un ric propietari, Damiani va intentar un recorregut d'estudis seriosos (Col·legi Stanislas de París i liceu Janson-de-Sailly). Les condemnes de Barthélemy deixen la família arruïnada, però aconseguiran recuperar-se, s'instal·len el 1939 a Marsella i després tenen un hotel a Chamonix. Allà Joseph descobreix una passió per la muntanya. El 1942 Joseph s'inscriu a la Facultat lliure de dret d'Aix-en-Provence però suspèn els exàmens de juny de 1942 i maig de 1943.

### L'Ocupació i la Col·laboració
L'abril de 1943 Joseph Damiani s'uneix a Chamonix al taller de Jeunesse i Montagne (creat per l'Exèrcit de l'Aire en el marc dels Chantiers de Jeunesse sota el control de Pierre Laval del govern de Vichy) que deixarà el setembre de 1943.
El febrer de 1944 puja a París, on pel seu oncle matern, Ange Paul Santolini anomenat «Santos », i el seu germà gran, el milicià Paul Damiani, s'acosta a la màfia. Freqüenta Pigalle, en particular els gàngsters col·laboracionistes.
A Marsella el seu pare el presenta al seu amic Simon Sabiani, secretari general de la LVF (Legió dels voluntaris francesos contra el bolchevisme), que el fa adherir-se al PPF, el partit feixista antisemita de Jacques Doriot.
El març de 1944 els guardaespatlles del director alemany de l'OPA (Ofici de col·locació alemanya) de la Canebière a Marsella i membre del  Schutzkorps  (SK) amb el número de matrícula 123. Té un ausweiss  (passi alemany) del 25 d'abril al 26 de juny de 1944 així com una autorització alemanya de tinença d'armes. Participa a la Provença en nombroses detencions, sovint acompanyades de xantatges, francesos i estrangers que són enviats a treballar a Alemanya.
A París, Joseph Damiani hauria participat, amb uniforme alemany, en operacions de xantatge contra traficants organitzades pel seu oncle «Santos ».
En la nit del 30 de juny a l'1 de juliol de 1944, Joseph Damiani participa en companyia de Bernard Madeleine, sota els colors de «La Resistència», a l' « expedició » d'un falsa maqui portat per Edouard Dirand, anomenat «Eddy», anomenat « Tinent Georges», amb un comerciant de La Guerche-de-Bretagne que ells buiden.
L'agost de 1944 va a Lió amb un còmplice, un cert Orloff, agent de la Gestapo, que serà afusellat després de l'alliberament -per Intel·ligència amb l'enemic - el 8 de maig de 1945. Presentant-se com de la policia alemanya, hi exigeix rescat a dos negociants jueus.

### El triple assassinat
Després de l'Alliberament, Joseph Damiani, el seu germà Paul Damiani Antic membre de la Milícia gestapista, Georges Accad, antic membre de la Gestapo de l'avinguda Foch i Jacques Ménassole, antic milicià i guardaespatlles de Jean Hérold-Paquis de Ràdio-París — que s' ha posat l'uniforme d'un sotstinent de l'Exèrcit francès per a l'ocasió — es presenten el 18 de maig de 1945 a Haïm Cohen, anomenat «Collu», representant de vins, carrer Gramont a París, com si fos de la seguretat militar. El porten per confrontar-lo a testimonis que l'acusen de mercat negre. En una vil·la a Suresnes, «le Bon Repos», llogada pels germans Damiani, és torturat i obliga de lliurar la clau de la seva caixa forta i d'un xec al portador de 105.000 francs abans de ser abatut d'un tret del 6,35 a la templa. El seu cos és llançat al Sena al Pont de Deslletes. Joseph Damiani ingressa el xec al banc Barclay's sota la identitat del «comte J. de Montreuil».
Alguns dies més tard, el 31 de maig seguint, seguint les indicacions de Jacqueline Beausergeant, l'amant de Georges Accad La banda, fent-se passar de nou com de la seguretat militar, va als germans Jules i Roger Peugeot, fabricants d'aparells elèctrics a Maisons-Alfort, i els porten a la vil·la de Suresnes «per una confrontació».
Els dos germans són tancats al celler. Sota l'amenaça de les armes són obligats de redactar una carta en la qual reconeixen haver fet negoci amb els alemanys i haver tingut relacions amb la Gestapo. Els raptors els demanen un milió de francs per destruir la carta. Refusen i són torturats. Roger Peugeot acaba reconeixent haver amagat 125 lluïsos d'or. Havent trobat els diners, porten Jules Peugeot sobre la carretera de Mantes i l'abaten a trets de revòlver prop del Pont de Sans-Souci. De tornada a la vil·la troben el seu còmplice que s'havia quedat per vigilar Roger Peugeot greument ferit i el presoner mort. Enterren els dos germans en el Bosc de Fausses-Reposes prop de Le Chesnay.
En el transcurs de l'operació Joseph Damiani és ferit accidentalment de bala a la cama. Immobilitzat, és detingut a casa seva a començament de juny de 1945. Accad també és detingut. El 12 de juny de 1945 Ménassole es suïcida d'un tret al cap a l'estació de metro de Montmartre després d'haver disparat als inspectors que l'anaven a agafar. Paul Damiani és detingut a Estrasburg, s'evadeix a començaments de desembre de 1945 durant el trasllat per a la reconstitució del crim, i és abatut el 17 de juny de 1946 en una revenja al «Bar des Santons» a Niça.

### Condemnes a vint anys de treballs forçats i a la indignitat nacional per col·laboracionista
Inculpat d'«atemptat contra la seguretat exterior de l'Estat», Joseph Damiani és jutjat pel Tribunal de Marsella el 20 de juliol de 1946 per pertinença al PPF, pertinença al Schuztkorps , per haver estat el guardaespatlles del director de l'OPA de Marsella i per detencions de rebels al Servei del treball obligatori STO.
És condemnat a vint anys de treballs forçats per haver «en temps de guerra, mantingut relacions amb Alemanya o els seus agents ».
A més a més, per haver pertangut al PPF, és condemnat a la degradació nacional a perpetuïtat.

### Temptativa d'evasió
El 1947, mentre purga la seva pena a l'espera del procés per al triple assassinat, Damiani i quatre dels seus companys de detenció de la Presó de la Santé intenten una temptativa d'evasió que fracassa. De resultes d'una delació són detinguts en una de les clavegueres principals de la ciutat de París on havien arribat gràcies a un túnel cavat durant setmanes i que partia de la seva cel·la. Aquest episodi inspirarà la seva primera obra, Le Trou.

### Condemna a mort per a tres assassinats
El procés de l'audiència té lloc el 9 i 10 de juliol de 1948. El Parisien libéré del dijous 10 juliol de 1948 titula: «La màfia dels bars elisis davant l'Audiència: Accad i Damiani aplicaven els mètodes de la Gestapo per exigir rescat "als seus clients" ». Joseph Damiani acusa els seus dos còmplices morts; Ménassole de l'homicidi de Cohen i el seu germà Paul del de Roger Peugeot. Acusa Accad de l'homicidi de Jules Peugeot que reconeix: «Jules Peugeot m'ha saltat a sobre. He tingut por. He disparat ». Joseph, que a la instrucció havia reconegut haver disparat dues vegades sobre Roger Peugeot ho nega ara: «M'he ferit a la cuixa disparant la primera bala en la baralla i m'he desmaiat. És Paul qui l'ha matat. M'ho ha dit quan he tornat en mi ». El procurador Turlan fa constar cartes d'amenaça que ha rebut de la família Damiani i en reclama la mort: «Obeeixo a la meva consciència que reclama la mort; la vull, Damiani, la tindré. ». Damiani fa la seva última declaració: «Juro que no he matat Roger Peugeot. El fet que em defensi no ttreu res als meus remordiments. És només que saps el que ha estat la meva vida i el que són els meus remordiments. » En l'informe del Tribunal Suprem de Marsella com en el de l'Audiència de París figura un informe de la policia sobre la moralitat de Damiani que conclou: « Ell es permet dir que hom es troba en presència d'un individu extremadament perjudicial per a la societat i que, abans de ser assassí, ha estat traïdor a la causa del seu país i ha comès actes del més pur gangsterisme ».
El 10 de juliol 1948 Joseph Damiani és condemnat a mort, solidàriament amb Georges Accad, per l'Audiència de París per als tres assassinats amb premeditació.
Damiani escapa per poc a la guillotina. El 17 de novembre de 1948 el seu recurs de cassació és rebutjat. Però el 3 de març de 1949 és indultat pel president Vincent Auriol, igual que Accad, i la seva pena és commutada per treballs forçats a perpetuïtat.

### Condemna als deu anys de presó per extrosió a jueus amagats sota l'Ocupació
El 25 de maig de 1949 Damiani és jutjat per la 10a cambra del Tribunal correccional del tribunal del Sena pel tema de «robatori als falsos policies» a dos jueus en companyia de « Orloff » a Lió l'11 d'agost de 1944. Joseph Gourentzeig (amagat sota el nom d'«André Courent» per escapar a les recerques de la Gestapo), negociant en seda, intentava per tots els mitjans fer alliberar els seus pares que havien estat detinguts com a jueus per la Milícia a Pusignan. Per diversos intermediaris entra en contacte amb René Meunier Un jove milicià que ha d'intervenir per diners per fer alliberar els pares Gourentzeig. En la cita on lliuren els diners, sorgeixen dos homes que es presenten com de la policia alemanya: «Orloff» i Joseph Damiani. Agafen Joseph Gourentzeig i el seu cunyat Georges Edberg que l'acompanyava i els condueixen al domicili d'aquest últim on s'apoderen, sota l'amenaça de les seves armes, d'una gran suma de diners, de joies, i de roba. Fan diversos trets per obligar les seves víctimes a transportar el botí fins al seu cotxe. Els pares de Gourentzeig no són alliberats i el seu pare, Jacob, serà afusellat alguns dies més tard a l'Aeroport de Lió a Bron.
Joseph Damiani és condemnat a deu anys de presó per a robatoris comesos «al·legant una falsa ordre de l'autoritat estrangera». Aquesta pena és confosa amb els treballs forçats a perpetuïtat.

### Onze anys i mig de presó
El 14 de novembre de 1951 Damiani obté la reducció de la seva pena a vint anys de treballs forçats. Finalment, després de les rebaixes de pena regulars, el president René Coty acaba amb la resta dels treballs forçats el 30 de novembre de 1956 i Joseph Damiani surt lliure de la Central de Melun el 4 de desembre de 1956 als trenta-tres anys després d'onze anys i mig detingut.

### L'escriptor iEl Trou
Damiani havia mantingut el seu diari durant el seu sojorn al passadís de la mort en l'espera de la decisió del Tribunal de Cassació després la de la gràcia presidencial. Gràcies al seu advocat Stephen Hecquet aquest Diari d'un condemnat a mort  signat «X» havia estat publicat el juny de 1952 en els segons quaderns de Positions , editat per Le Soleil noir,El temps dels assassins.
Quan surt de la presó, seguint els consells de Hecquet, Damiani escriu sota el nom de «José Giovanni» la seva primera novel·la, Le Trou (El Forat), que explica la seva temptativa d'evasió. Hecquet fa llegir el manuscrit al seu amic Roger Nimier que «el posa en forma» i el fa publicar fora de col·lecció a Gallimard el 1957. L'estil de Giovanni, alhora estrany i maldestre, no deixa de sorprendre per les seves troballes i les seves imatges fortes, de vegades difícilment suportables.
El 1958, Marcel Duhamel el fa entrar a la Sèrie negra on destaca d'entrada per la publicació de tres novel·les tretes el mateix any: Classe tous risques, L'Excommunié i Le Deuxième Souffle.

### El cineasta
Les seves novel·les negres d'èxit porten Giovanni cap al cinema. El cineasta Jacques Becker s'havia interessat el 1947 en un article de diari que relatava la temptativa d'evasió de la Presó de la Santé i havia considerat fer-ne una pel·lícula. El 1958, llegint la primera novel·la de Giovanni, Becker reprèn el seu projecte i el contracta com a conseller tècnic i coguionista per a la realització de la seva pel·lícula Le Trou. Becker presenta Giovanni a Claude Sautet per al qual escriu els diàlegs de Classe tous risques. Les dues pel·lícules sortiran el 1960. És el començament d'una carrera cinematogràfica molt llarga en el transcurs de la qual serà successivament autor, guionista després director, i que el porta a deixar una mica de costat la seva obra literària.
El 1995, torna a escriure i consagra a la memòria del seu pare una novel·la autobiogràfica, Il avait à le cœur des jardins introuvables, que adaptarà després al cinema amb Bruno Cremer sota el títol Mon père, il m'a sauvé la vie i que serà la seva última pel·lícula.

### Revelació tardana d'un passat col·laboracionista
El gener de 1984 Joseph Damiani havia estat rehabilitat, cosa que no l'absol però li torna els seus drets cívics. Mentre que Giovanni mai no havia evocat manera clara el motiu de la seva condemna a mort, i encara menys mencionat les seves condemnes per col·laboracionista i extorsió de jueus en l'Ocupació, la premsa suïssa revela el 1993 el seu passat col·laboracionista. El 14 d'octubre de 1993 els diaris La Tribune de Genève i 24 heures de Lausanne, en resposta a la investigació de l'agència de premsa suïssa BRRI (Bureau de reportage i de recherche d'information), acusen el cineasta i novel·lista d'haver col·laborat amb els nazis i la Milícia francesa, durant la guerra. La investigació descobreix que darrere l'antic malfactor José Giovanni s'amaga en realitat un militant feixista del nom Joseph Damiani condemnat en l'Alliberament a vint anys de treballs forçats i a la degradació nacional per col·laboració, a deu anys de presó per a extorsió de jueus amagats, i condemnat a mort per tres assassinats. Giovanni desmenteix amb vigor i indignació aquestes acusacions, fent valer el seu «registre d'antecedents penals verge» (havia estat rehabilitat), la seva « targeta de la Resistència francesa» (que mai vai tenir), recorda que la seva condemna a mort sancionava fets de dret comú i no de col·laboracionisme i anuncia la seva intenció de denunciar per a difamació… cosa que no farà mai. Finalment declara: «He pagat. Tinc dret al perdó i a l'oblit. ».

### L'home de dretes i final de la seva vida
Segons el seu lloc oficial, José Giovanni, home de dretes, defensor de la família i de l'ordre, era enemic empedreït de la pena de mort però justificava la vendetta. Per a ell: tot home que arrenca un nen dels braços de la seva mare mereix la mort . Denunciava els abusos de la justícia però la volia més dura, defensava el paper de la presó en la societat tot consagrant, al final de la seva vida, una part del seu temps a visitar els presoners que no volia que s'excloguessin.
Des de 1968 fins a la seva mort ha viscut a Suïssa a Marécottes, poble valais no lluny de Chamonix.

## Obres
José Giovanni va escriure vint-i-dues novel·les, un llibre de souvenirs (Mes Grandes Gueules), trenta-tres guions i ha dirigit quinze films i cinc telefilms.

### Novel·les
Publicacions a Gallimard
- 1957: Le Trou
- 1958: Le Deuxième Souffle Número 414, 1er trim. 1958
- 1958: Classe tous risques Número 428 2n trim. 1958
- 1958: L'Excommunié (adaptat al cinema per Jean Becker el 1961 amb el títol Un home anomenat La Rocca i per ell mateix el 1972 com La Scoumoune) Número 452 3r trim. 1958
- 1959: Histoire de fou (adaptat al cinema per ell mateix el 1975 sota el títol Le Gitan) Número 475 1er trim. 1959
- 1960: Les Aventuriers (primera part per Robert Enrico el 1967 amb el títol original i la segona part de la novel·la per ell mateix el mateix any amb el títol La Loi du survivant)
- 1962: Le Haut-Fer (adaptat al cinema per Robert Enrico el 1965 amb el títol Les Grandes Gueules)
- 1964: Ho ! Número 842 1er trim. 1964
- 1964: Meurtre au sommet Número 866 3r trim. 1964
- 1969: Les Ruffians (adaptat al cinema per ell mateix el 1983 amb el títol Le Ruffian) Sèrie noire Número 1247, gener 1969
- 1977: Mon ami le traître
- 1978: Le Musher
- 1985: Le Tueur de dimanche

Publicacions a edicions Jean-Claude Lattès
- 1982: Les Loups entre eux
- 1984: Un vengeur est passé
- 1987: Tu boufferas ta cocarde

Publicacions a edicions Robert Laffont
- 1995: Il avait a el cœur des jardins introuvables, Premi Paul-Léautaud 1995 (adaptat al cinema per ell mateix el 2000 amb el títol Mon père, il m'a sauvé la vie)
- 1997: La Mort du poisson rouge (Premi Charles-Exbrayat 1997 - Premi Polar 1997)
- 1998: Le prince sans étoile
- 1999: Chemins fauves

Publicacions a edicions du Rocher
- 2001: Les Gosses d'abord

Publicacions a edicions Fayard
- 2002: Mes grandes gueules (Mémoires)
- 2003: Comme un vol de vautours
- 2004: Le Pardon du grand Nord

### Director, guionista, dialoguista
[Ré]: director, [Sc]: guionista, [Di]: dialoguista, [OS]: autor de la novel·la origen del guió
- 1960: Le Trou de Jacques Becker [Sc, OS] amb Philippe Leroy-Beaulieu, Marc Michel, Jean Keraudy, Raymond Meunier, Michel Constantin
- 1960: Classe tous risques [Sc, Di, OS] de Claude Sautet amb Jean-Paul Belmondo, Lino Ventura
- 1961: Un home anomenat La Rocca de Jean Becker [Di, OS: L'Excommunié] amb Jean-Paul Belmondo, Pierre Vaneck
- 1962: Du rififi chez les femmes d'Alex Joffé [Sc] amb Nadja Tiller, Robert Hossein
- 1963: Symphonie per un massacre de Jacques Deray [Sc] amb Charles Vanel, Michel Auclair
- 1963: Rififi a Tokyo de Jacques Deray [Di] amb Karl Boehm, Karlheinz Böhm
- 1965: L'Home de Marrakech de Jacques Deray [Sc] amb Claudine Auger, Renato Baldini
- 1965: Les Grandes Gueules de Robert Enrico [Di] amb Bourvil, Lino Ventura
- 1966: Avec la peau des autres de Jacques Deray [Sc] amb Louis Arbessier, Karin Baal
- 1966: L'Home de Marrakech de Jacques Deray [Sc]
- 1966: Le Deuxième Souffle de Jean-Pierre Melville [OS] amb Lino Ventura, Paul Meurisse
- 1967: Les Aventuriers de Robert Enrico [Sc, Di, OS] amb Lino Ventura, Alain Delon
- 1967: La Loi du survivant [Ré, Sc, OS: Les Aventuriers] amb Michel Constantin, Roger Blin
- 1968: Le Rapace [Ré, Sc] amb Lino Ventura, Xavier Marc
- 1968: Ho ! de Robert Enrico [Sc] amb Jean-Paul Belmondo, Joanna Shimkus
- 1969: Le Clan des Siciliens d'Henri Verneuil [Sc] amb Jean Gabin, Lino Ventura
- 1970: Dernier domicile connu [ré, Sc] amb Lino Ventura, Marlène Jobert, Paul Crauchet
- 1971: Un aller simple [Ré, Sc] amb Jean-Claude Bouillon i Nicoletta
- 1971: Où és passé Tom ? [Ré, Sc] amb Rufus i Jean Gaven
- 1972: El clan dels marsellesos (La Scoumoune) [Ré, Sc, OS amb Jean-Paul Belmondo, Aldo Bufi Landi
- 1973: Deux homes a la ville [Ré, Sc] amb Jean Gabin, Alain Delon
- 1975: Le Gitan [Ré, Sc, OS: Història de fou] amb Alain Delon, Annie Girardot
- 1976: Comme un boomerang [Ré, Sc] amb Alain Delon, Carla Gravina
- 1979: Les Égouts du paradis [Ré, Sc] amb Jean-François Balmer, Francis Huster, inspiré des exploits criminels d'Albert Spaggiari
- 1980: Une robe noire per un tueur [Ré, Sc] amb Annie Girardot, Claude Brasseur
- 1983: Le Ruffian [Ré, Sc, OS: Les Ruffians] amb Lino Ventura, Bernard Giraudeau
- 1985: Les Loups entre eux [Ré, Sc] amb Claude Brasseur, Niels Arestrup
- 1988: Mon ami el traître [Ré, Sc] amb André Dussollier, Jean-Pierre Bernard
- 1991: L'Irlandaise (film TV) [Ré] amb Michel Sardou, Lorraine Pilkington, Thérèse Liotard
- 2000: Mon père, il m'a sauvé la vie [Ré, Sc, OS: Il avait a el cœur des jardins introuvables] amb Bruno Cremer, Vincent Lecœur
- 2007: Le Deuxième Souffle [OS] d'Alain Corneau amb Daniel Auteuil, Michel Blanc, Jacques Dutronc
- 2014: La Voie de l'ennemi (Two Men In Town) Adaptació americana de Deux homes à la ville de Rachid Bouchareb [Sc] amb Forest Whitaker, Harvey Keitel, Luis Guzmán, Ellen Burstyn, Tim Guinee

José Giovanni ha apareguta als films següents:
- 1963: Symphonie pour un massacre de Jacques Deray amb Charles Vanel, Michel Auclair
- 2001: La Repentie de Laetitia Masson amb Isabelle Adjani, Sami Frey

Li van fer una entrevista, com a Bertrand Tavernier, Philippe Sarde, Jean-Pierre Marielle, Jean-Paul Rappeneau, Jean-Louis Livi, Jean-Loup Dabadie, etc., a Claude Sautet ou la Magie invisible, documental de Nguyen Trung Binh i Dominique Rabourdin el 2002